# Unidad central

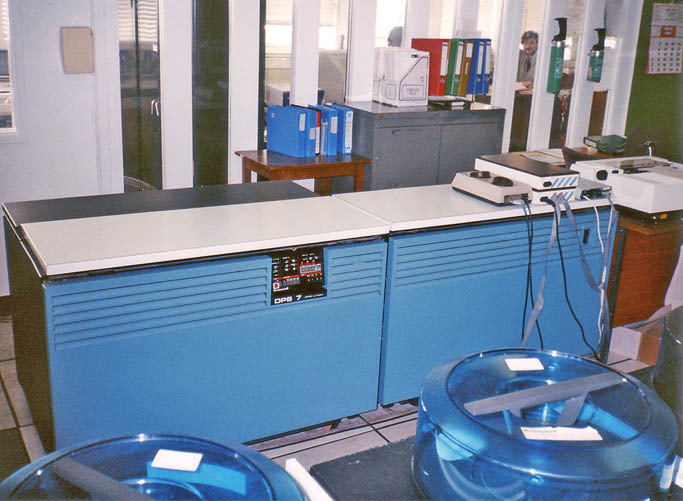
Una unidad central Honeywell-Bull DPS 7 en 1990.

Una unidad central (en inglés mainframe) es una computadora utilizada principalmente por grandes organizaciones para aplicaciones críticas, procesamiento de datos masivos (como censos y estadísticas de la industria y del consumidor, planificación de recursos empresariales y transacciones a gran escala de procesamiento). Una computadora central es más grande y tiene más potencia de procesamiento que algunas otras clases de computadoras, como miniordenadores, servidores, estaciones de trabajo y computadoras personales. La mayoría de las arquitecturas de sistemas informáticos a gran escala se establecieron en la década de 1960, pero continúan evolucionando. Las computadoras mainframe se utilizan a menudo como servidores. 
El término deriva del gabinete grande (en inglés mainframe)  que albergaba la unidad central de procesamiento y la memoria principal de las primeras computadoras. Más tarde, el término se utilizó para distinguir las computadoras comerciales de gama alta de las máquinas menos potentes.

## Descripción
La capacidad de una unidad central se define tanto por la velocidad de su CPU como por su gran memoria interna, su alta y gran capacidad de almacenamiento externo, sus resultados en los dispositivos E/S rápidos y considerables, la alta calidad de su ingeniería interna que tiene como consecuencia una alta fiabilidad y soporte técnico costoso, pero de alta calidad. Una unidad central puede funcionar durante años sin problemas ni interrupciones y las reparaciones de la misma pueden ser realizadas mientras está funcionando. Los vendedores de unidades centrales ofrecen servicios especiales; por ejemplo, si se rompe el equipo, el vendedor ejecutará las aplicaciones de su cliente en sus propias unidades sin que los usuarios lo noten mientras que duran las reparaciones. La independencia interna de estas unidad es tan grande que, por lo menos, en un caso conocido, los técnicos pudieron cambiar las unidades centrales de sitio desmontándolas pieza a pieza y montándolas en otro lugar, dejando, mientras tanto, dichos equipos funcionando; en este ejemplo, el cambio de las unidades centrales de un sitio a otro se produjo de manera transparente.
A menudo, las unidades centrales soportan miles de usuarios de manera simultánea que se conectan mediante falsos terminales. Algunas unidades centrales pueden ejecutar o dar cobijo a muchos sistemas operativos y por lo tanto, no funcionan como una unidad sola, sino como varios equipos virtuales. En este papel, una unidad central por sí sola puede reemplazar docenas o cientos de pequeñas equipos personales, reduciendo los costes administrativos y de gestión al tiempo que ofrece una escalabilidad y fiabilidad mucho mejor. La fiabilidad se consigue por la independencia de sus componentes internos señalada anteriormente, y la escalabilidad se logra porque los recursos físicos de la unidad pueden ser redistribuidos entre los terminales virtuales según las necesidades; esto es mucho más difícil de hacer con las equipos personales, porque para quitar o añadir nuevos componentes físicos hay que desenchufar el equipo muchas veces y las limitaciones de dichos componentes son mucho mayores. Cuando una unidad central actúa como el centro de operaciones de muchos terminales virtuales, puede ofrecer la potencia necesaria para que dichas unidad operen de manera eficiente, pero también la flexibilidad de las redes de equipos personales.

## Historia
Varios fabricantes eran quienes producían unidades centrales en los años sesenta y setenta. En los días de auge de estas máquinas, los fabricantes eran conocidos pues su número no era muy grande: IBM, Burroughs, Control Data, General Electric, Honeywell, NCR, RCA, y Univac.
Entre los fabricantes europeos destacaban Telefunken, Siemens, y Olivetti. Pero una demanda escasa y la gran competencia provocó un gran temblor en el mercado. RCA fue comprada por Univac, y General Electric abandonó el mercado computacional. Honeywell fue adquirida por Bull, Univac se unió a Sperry para formar Sperry/Univac, que en el año 1986 se unió con Burroughs para formar Unisys Corporation. Por su parte y en 1991, AT&T poseyó durante un breve tiempo a NCR.
Las empresas se dieron cuenta de que los servidores basados en diseños de microcomputadoras se podían instalar con un costo mucho menor, y ofrecer a los usuarios locales un mayor control de sus propios sistemas, y los falsos terminales empleados para conectarse a los sistemas de unidades centrales fueron reemplazados gradualmente por los equipos personales. En consecuencia, la demanda cayó en picado, y las grandes instalaciones de unidades centrales se restringieron sobre todo a las instituciones financieras con necesidades de procesamiento de grandes cantidades de datos. Durante un tiempo, existió un consenso dentro de los analistas de la industria de que el mercado de las unidades centrales estaba terminado, ya que las plataformas de unidades centrales eran en muchos casos sustituidas por redes de unidades personales.
Esta tendencia concluyó en 1990 ya que las empresas encontraron nuevos usos para sus unidades centrales, porque ahora podían ofrecer servidores web con una potencia similar a la de cientos de pequeños equipos personales, pero con mucho menos consumo de electricidad y menores costes administrativos.
Otro factor que aumentó en la práctica el uso de unidades centrales fue el desarrollo del sistema operativo GNU/Linux, que es capaz de ejecutarse en muchos sistemas de unidades centrales diferentes, directamente o, más frecuentemente, a través de una máquina virtual. Esto permite a las unidades centrales aprovecharse de la experiencia en programación y de las comunidades del mercado de los equipos personales.

## Comparación con las supercomputadoras
La distinción entre supercomputadores y unidades centrales no es muy sencilla, pero generalmente se puede decir que las supercomputadoras se centran en los problemas limitados por la velocidad de cálculo mientras que las unidades centrales se centran en problemas limitados por los dispositivos de E/S y la fiabilidad. En consecuencia:
- Las super computadoras suelen explotar paralelismos masivos, a menudo con miles de procesadores, mientras que las unidades centrales tienen un solo o un pequeño número de procesadores (como mucho varias docenas).
- Debido al paralelismo visible al programador, las super computadoras son muy complicadas de programar; en las unidades centrales, el limitado paralelismo (si existe) está normalmente escondido del programador.
- Las super computadoras son optimizadas para cálculos complicados que tienen lugar sobre todo en la memoria, mientras que las unidades centrales son optimizadas para cálculos simples que implican grandes cantidades de datos externos a los que se accede desde bases de datos.
- Las super computadoras suelen dedicarse a la ciencia y al ejército, mientras que las unidades centrales suelen dedicarse a las empresas y las aplicaciones administrativas del gobierno.